# Paula Painén Calfumán
Paula Painén Calfumán (Padre Las Casas, Región de la Araucanía, 23 de enero de 1931.) es una representante de la cultura mapuche y una de las más longevas perpetuadoras del oficio de weupife o epewtufe. En 2010 fue reconocida por el Consejo Nacional de la Cultura y Las Artes como Tesoro Humano Vivo de Chile debido a su manejo y preservación del mapudungún, lengua originaria del pueblo mapuche.
Fue integrante de la Casa de la Mujer Mapuche, donde se dedicó a crear piezas de artesanía textil. Además, ha participado como divulgadora de la cultura mapuche en seminarios y encuentros a lo largo de Chile.

## Biografía
Nació en 1931 en la comunidad Antonio Rapimán, Licanco en la localidad de Padre Las Casas, cercana a Temuco, en la IX Región de la Araucanía. Creció junto a sus padres y abuelos trabajando la tierra y alimentando animales.
Alrededor de los 10 años, Painén aprendió el ofició de epewtufe gracias a su abuela, quien solo hablaba mapudungún y relataba cuentos junto al fogón que usaban para cocinar en la ruka familiar. Según recuerda, mientras las mujeres se dedicaban a la artesanía textil, los mayores de la comunidad relataban cuentos o epew a los más jóvenes de la comunidad.
Al ser una cultura ágrafa, gran parte del conocimiento mapuche o kimün acumulado durante siglos se transmite a través de la oralidad. Los epew se constituyen como relatos o fábulas de seres fantásticos, que además de ser una expresión artística del idioma mapudungún, sus contenidos albergan la filosofía y cosmovisión mapuche, entregan enseñanzas, normas de comportamiento y formas de ser que se transmiten a través de metáforas.
A lo largo de su vida, Painén ha destacado por ser una de las epewtufe más experimentadas de su comunidad, al ser capaz de memorizar alrededor de 50 epew y relatarlos en su idioma original. El investigador, historiador y kimche mapuche Juan Ñanculef describió a Painén como "el último disco que nos va quedando en original”, por esto también es considerada una de las más longevas preservadoras y divulgadoras del idioma mapudungún en Chile.
En 1986 publicó junto a la antropóloga y escritora chilena Sonia Montecino el libro "El zorro que cayó del cielo y otros relatos", una recopilación de 17 epew traducidos al idioma castellano.
En 2012 trabajó como tallerista en el Complejo Educacional Oscar Moser, en Padre Las Casas, en el marco del programa "Portadores de tradición", una iniciativa del Consejo Nacional de la Cultura y Las Artes para educar y sensibilizar a niños y jóvenes de Chile en torno al patrimonio cultural inmaterial y las tradiciones locales.

## Premios y reconocimientos
- Tesoro Humano Vivo de Chile (2010)
- Hija Ilustre de Padre Las Casas, IX Región de la Araucanía (2022)

## Libros
- Montecino, Sonia (1986). El zorro que cayó del cielo y otros relatos de Paula Painén. Santiago de Chile, 1986.